# Filozofická diskuse roku 1947
Filozofická diskuse roku 1947 byla veřejná všesvazová diskuse v sovětské filozofii.

## Obsah
Diskuse byla věnována knize Georgije Aleksandrova Dějiny západoevropské filosofie, která byla vydána roku 1946 a doporučena Ministerstvem vysokých a středních odborných škol SSSR jako učebnice pro studenty univerzit a humanitních fakult vysokých škol. Tato učebnice byla kritizována za objektivistické chyby, za to, že v ní nebyl náležitě ukázán význam revolučního převratu ve filozofii, který uskutečnil marxismus. Ústřední místo v diskusi zaujal projev Andreje Ždanova o zásadách marxisticko-leninského pojetí dějin filosofie. Ždanov poukázal na dva závažné nedostatky Aleksandrovovy knihy:
Za prvé je výklad filosofických soustav někdy odtrhován od výkladu konkretní historické situace a od sociálně třídních kořenů té či oné filozofie. Tím se přehání relativní samostatnost vývoje filozofického myšlení a v čtenáři je vzbuzována nevědecká idealistická domněnka o nadhistoričnosti ve vývoji filosofických idejí. Za druhé některé materialistické a idealistické soustavy určitého období jsou vykládány vedle sebe bez hlubokého rozboru jejich vzájemného boje. Vývoj filosofii není tedy dostatečné důsledně vykládán jako boj dvou základních linií — materialismu a idealismu. 

V dobách stalinismu a komunistického Československa byl projev Andreje Ždanova přeložen Miluší Svatošovou do češtiny a vydán ve 2. svazku učebnice Dějiny filosofie za redakce Georgije Aleksandrova. Ale po Stalinově smrti se změnil postoj sovětské vlády ke Ždanovovým názorům. Sovětské učebnice za éry destalinizace prohlašovaly, že Ždanovovo vystoupeni v diskusi roku 1947
1. neukazovalo gnoseologickou úlohu dějin filozofického myšlení a návaznost v jeho vývoji;
2. nebyla zdůrazněna pozitivní úloha klasické německé filozofie pro vytvoření dialektického materialismu;
3. nezdůrazňoval se světový historický význam leninské etapy ve vývoji marxistické filozofie.[2]